# Paolo Taggi
Paolo Taggi (Novara, 28 maggio 1956 – Roma, 23 gennaio 2022) è stato un autore televisivo, sceneggiatore e giornalista italiano.
Fu anche autore radiofonico, saggista ed esperto di comunicazione.

## Biografia

### Carriera
Laureato in lettere, specializzato presso la Scuola Superiore delle Comunicazioni Sociali dell'Università Cattolica di Milano, aveva iniziato la sua carriera già nel 1975, all'età di 19 anni, fondando l'emittente di Novara Tbn. Dopo alcune esperienze come aiuto regista di sceneggiati televisivi Rai, nei primi anni Ottanta fu chiamato dagli autori della storica trasmissione Radiodue 3131 per la conduzione dell'edizione della notte e la regia di quella del mattino. Dopo altre esperienze radiofoniche, tra le quali i fortunati sceneggiati Andrea e Villa dei Melograni, da lui scritti insieme a Ivano Balduini, Tania Dimartino e Dario Piana, concentrò la sua creatività sulla televisione lavorando per le principali emittenti italiane: curò l'adattamento di numerosi format internazionali e ne inventò tanti altri di successo. Firmò i programmi Specchio della Vita (versione italiana di Donahue Show), Falso Mixer (con Sandro Parenzo e Giovanni Minoli), Domenica in: il castello, Sarà Vero e Complotto di famiglia con Alberto Castagna, Mina contro Battisti, Per un pugno di libri con Andrea Salerno e M.V. Fenu, Al posto tuo, Il grande talk, I replicanti, Tg dei Tg, Pausa pranzo, Mapperò, Black Box, Le due sponde, Retroscena, Nel cuore dei giorni, Il giro del mondo.
Insegnò all'Università Cattolica di Milano e Brescia, e all'Università dell'Aquila. Fu membro del comitato scientifico del Master di Scrittura Televisiva promosso dall'Area Studi Culturali dell'Università La Sapienza di Roma e da Sat 2000 per l'anno accademico 2003/2004, tenne corsi e seminari presso il PoliDesign, l'Istituto Universitario di Lingue Moderne Iulm di Milano, l'Istituto Suor Orsola Benincasa di Napoli, la Fondazione Perseus, l'Università di Roma Tre, il DAMS di Torino e il Cisa di Locarno.
Fu docente dal 1999 al 2001, nel 2005 e nel 2007 di Teoria dei Format al Master Nuovi Autori delle reti Mediaset a Milano e Roma.
Dal 2001 al 2004 progettò il corso per Autori Televisivi e diresse l'Area Teorica del Master Autori Rai. 
Guidò corsi di formazione per Autori della RadioTelevisione della Svizzera Italiana e Francese (SSSR) e fu responsabile dei progetti formativi, dei Nuovi Format e dell'Osservatorio Internazionale all'interno della Direzione Innovazione Prodotto Rai di cui in seguito sarebbe anche diventato consulente. 
Condirettore di Laboratorio di Antennacinema e Canale 5 dal 1997 al 1999, fu autore principale del canale interattivo Rai Futura e, dal 2001 al 2003, direttore creativo di Endemol Italia. Diresse il Format Department di Triangle e Plastic Multimedia.
Negli ultimi tempi la sua attività didattica all'estero si rivolse soprattutto al Mediterraneo e al mondo arabo. A Damasco presso la sede dell’ASBU, Associazione delle Televisioni Arabe e del Mediterraneo, dal 2005 curò annualmente i corsi internazionali di Scrittura Televisiva, analisi e costruzione dei Format per conto di Rai, della Copeam, dell'Arab States Broadcasting Union, e dell’E.B.U., European Broadcasting Union. Tra gli altri insegnamenti, il suo contributo al Cisa, Centro Internazionale Studi Audiovisivi Pio Bordoni di Locarno, il Master in sceneggiatura dell'Università Cattolica di Milano e l'apporto al Comitato direttivo del Master in Teatro, Media e Impresa presso l'Alta Scuola di Milano. Fu responsabile dell'area Format della Bottega Finzioni fondata a Bologna da Carlo Lucarelli. 
Direttore di Engi Project-Idee per gli audiovisivi e consulente dal 1999 di TV2000, per la quale ideò e curò numerosi programmi, fu anche critico cinematografico (SNCCI) e giornalista: in questa veste collaborò a La Stampa, Avvenire, Corto Maltese, Punto Com. Diario, e a riviste specializzate come Letture, Segno cinema, Bianco e Nero.

### Morte
Paolo Taggi è morto in un ospedale di Roma il 23 gennaio 2022 per complicazioni da COVID-19. Aveva 65 anni.

## Opere

### Saggi teorici
- I fantasmi del dialogo. Il telefono nella radio e nella televisione (con G. Simonelli), (Bulzoni, 1984)
- L'Altrove Perduto. Il viaggio nel cinema e nei media (con G. Simonelli), (Gremese, 1985)
- Nuovo Cinema Tedesco (con Fisher ed Hembus), (Gremese, 1986)
- Spot in Italy. Trent'anni di pubblicità televisiva in Italia (con Scrocco e Zanacchi), (Rai Eri, 1987)
- Un programma di. Scrivere per la Televisione (Pratiche, 1996; nuova edizione completamente rinnovata Il Saggiatore, 2005)
- Per un pugno di libri. Book-Game (con A.Salerno), (Rai Eri, 2000)
- Storie che guardano. Andare al cinema tra le pagine dei romanzi (Editori Riuniti, 2000)
- Vite da format. La tv nell'era del Grande Fratello (Editori Riuniti, 2001)
- Il Manuale della Televisione. Le idee. Le tecniche. I programmi (Editori Riuniti, 2003)
- Morfologia dei format televisivi. Come si fabbricano i programmi di successo (Rai Eri, 2007)
- Il Dna dei programmi tv (Dino Audino Editore, 2007)
- La scatola dei format. Libro-kit con 100 carte da gioco (Rai Eri, Zone, 2009) edizione araba (Eri-Copeam)
- Il Quinto Uomo (con Giacomo Taggi), (Lampi di Stampa, 2010)
- Quello che non sai di lui, quello che non sai di lei (Newton Compton, 2010)
- Più della poesia. Due conversazioni con Paolo Taggi. Libro+DVD (Interlinea, 2010)
- Saremo famosi (con Gianluca Cerasola), (Gremese, 2011)

### Saggi raccolti in altri volumi
- Il grande forse..., in Sergio Cherubini, Simonetta Pattuglia (a cura di) , Creatività, tecnologie brand. Il futuro del marketing e della comunicazione (Franco Angeli, 2010)

### Narrativa
- Sempre dicevamo ieri (Lalli 1981)
- Sentieri trasparenti. Le storie del 3131 tra dialogo e racconto (Landoni 1984)
- Di niente, del mare (Sellerio, 1986); nuova ed. (Interlinea, 2017)
- Io confesso (con Sandro Parenzo), (Sperling e Kupfer, 1988)
- Quasi noi (Rai Eri, 1997)
- Kentucky va in tv (Editori Riuniti, 2002), ISBN 978-88-359-5140-7

## Radio

### Sceneggiati
- Andrea, sceneggiato radiofonico in 196 puntate, Radio Due, 1986 – autore (con Ivano Balduini, Tania Dimartino, Dario Piana)
- Villa dei Melograni, sceneggiato radiofonico in 195 puntate, Radio Due, 1987 – autore (con Ivano Balduini, Tania Dimartino, Dario Piana)
- L'insostenibile fragilità dell'essere. Gli ultimi giorni di Jean Seberg, RSI, 2021 – autore e regista

### Altri programmi
- Radiodue 3131 Notte, 1983-1986 – conduttore e regista
- Il Setaccio, Radio Due, 1985 – autore
- Lo specchio del cielo, Radio Due, 1985 – autore

## Televisione

### Trasmissioni
- Specchio della Vita, Tmc 1986
- Io confesso, Rai Tre 1988
- Bambirichinate, Rai Tre 1989
- Falso Mixer, Rai Due 1989
- Scrupoli, Rai Due 1989
- Fantastico 8, Rai Uno 1990
- Varietà, Rai Uno 1990
- Domenica in, Rai Uno, 1992/3
- Partita Doppia, Rai Uno 1993/4
- Buona Domenica, 1993/4
- Sarà vero?, Canale 5 1993
- Complotto di famiglia, Canale 5 1994
- Stranamore, Canale 5 1994
- Mina contro Battisti, Canale 5 1995
- Per un pugno di libri, Rai Tre 1997
- Survival, Rai Tre 1997
- Dove ti porta il cuore, Rai Uno 1998
- La casa dei sogni, Rai Uno 1999
- Turisti per caso, Rai Tre 1999-2001
- Al posto tuo, Rai Due 2000
- Test nazionale dell'intelligenza, Rai Uno 1999
- Il grande talk, Sat 2000 – anche Rai Tre dal 2003 al 2006
- I replicanti, Televisione Svizzera, 2002
- Al top, Sat 2000, 2002
- Tg dei Tg, Sat 2000, 2003
- Adesso sposami, Canale 5 2002, Rai Uno 2003
- Pausa pranzo, Televisione Svizzera 2003
- Qualcosa è cambiato, Rai Uno 2004
- La talpa, Rai Due 2004 – Italia 1 2005
- Futura Tv, Rai Satellite e Digitale Terrestre, 2005
- Azzardo, Italia 1 2007
- Mapperò, Sat 2000, 2007
- Black Box, Mtv 2008
- Le due sponde, Canale 5 2008
- Canta e vinci, Italia 1 2008
- Campagna Rai per Airc, Rai 1999, 2000, 2001, 2007, 2008, 2009
- Campagna Trenta Ore per la Vita, Rai 2008
- La talpa, Italia 1 2008
- Vuoi ballare con me?, Sky Uno 2009
- Domenica in... onda , Rai Uno 2010/2011
- Mentre, Tv2000
- Controvento, Tv2000, 2011
- Mapperò, Tv2000 2011/2012
- Nel cuore dei giorni, Tv2000, 2011/2012
- Storie, RSI, 2009/2010
- Il gioco del mondo, RSI, 2012/2022
- Bande e cuori, RSI, 2016/2018

### Miniserie e documentari
- Una Topolino amaranto, Rai – aiuto regista
- Terza A affettuosamente compagni, Rai Tre
- I migliori anni della nostra vita: i ragazzi di gran premio
- I migliori anni della nostra vita: i ragazzi di Fantastico, Rai Tre
- Più della poesia: due momenti nella vita di Alda Merini, 2005
- Storia probabile di un angelo. Fernando Birri: (auto)ritratto di un poeta, 2017 - regista e sceneggiatore
- L'inatteso, 2018 - regista e sceneggiatore
- Isole d'istanti, 2019 - sceneggiatore
- Quando mi prende una canzone, 2020 - regista e sceneggiatore
- Gli sguardi non ritornano, 2022
- I nomi inventati dal cielo, 2024 (in post-produzione) - sceneggiatore

### Serie TV
- Helena, serie in 24 episodi, Rete 4, 1988 – autore

### Film TV
- Bianco e nero, di Fabrizio Laurenti, Rai 2, 1990 – soggettista

## Cinema
- Basta! Ci faccio un film, di Luciano Emmer, 1992 – sceneggiatore